# Lepa Njiva
Lepa Njiva este o localitate din comuna Mozirje, Slovenia, cu o populație de 482 de locuitori.